# Lê Đức Thọ
Lê Ðức Thọ, vero nome Phan Đình Khải (Nam Trực, 14 ottobre 1911 – Hanoi, 13 ottobre 1990), è stato un rivoluzionario, militare, politico e diplomatico vietnamita.

## Biografia
Nel 1930, Lê Ðức Thọ ebbe parte importante nella fondazione del Partito Comunista Indocinese. Le autorità coloniali francesi lo imprigionarono dal 1930 al 1936, e nuovamente dal 1939 al 1944. Dopo il rilascio nel 1945, contribuì a guidare il Việt Minh, il movimento indipendentista vietnamita, contro i francesi, fino agli accordi di Ginevra, stipulati nel 1954. Si unì in seguito al Politburo del Partito Comunista del Vietnam nel 1955. Ebbe la responsabilità politica della direzione da Hanoi dell'insurrezione comunista che ebbe inizio nel 1956 contro il governo del Vietnam del Sud.

### Gli accordi di pace di Parigi
Gli Stati Uniti intervennero militarmente in modo massiccio nella guerra del Vietnam a partire dai primi anni sessanta, ma nonostante l'entrata in azione delle truppe da combattimento statunitensi, il conflitto continuò con forti perdite per entrambe le parti e crescente successo per il movimento di resistenza dei Vietcong, sostenuto dal Vietnam del Nord. 
Diverse sessioni di trattative per la ricerca della pace si tennero a Parigi tra il 1968 ed il 1973. Mentre Xuan Thuy conduceva ufficialmente i negoziati come rappresentante della Repubblica Democratica del Vietnam agli accordi di Parigi, Lê e il segretario di Stato USA Henry Kissinger intrapresero trattative segrete già dal febbraio 1970, che portarono successivamente a un cessate il fuoco ed agli accordi di pace di Parigi del 27 gennaio 1973. Gli accordi prevedevano: il rilascio dei prigionieri di guerra entro 80 giorni; il monitoraggio del cessate il fuoco da parte della Commissione Internazionale di Controllo e Supervisione (ICC); elezioni libere e democratiche per il Vietnam del Sud; il protrarsi degli aiuti statunitensi al Vietnam del Sud; la possibilità per le truppe del Vietnam del Nord di rimanere al sud.
Benché il 27 gennaio sia generalmente riconosciuto come data di promulgazione degli accordi di pace, le trattative continuarono senza effettiva necessità. Combattimenti a focolaio, ma tutt'altro che sporadici continuavano ad avvenire in alcune regioni. Mentre le forze terrestri americane vennero completamente ritirate entro il 29 marzo, i bombardamenti statunitensi nel Vietnam del Nord vennero interrotti, ma le truppe nordvietnamite ed i reparti vietcong rimasero nei territori controllati nel Vietnam del Sud dove riprese gradualmente l'attività militare.
A causa di continue reciproche accuse di violazione del cessate il fuoco da entrambe le parti, Kissinger e Lê Ðức Thọ si incontrarono nuovamente a Parigi nel maggio e giugno del 1973 allo scopo di riassestare gli accordi di pace. Il 13 giugno 1973, gli Stati Uniti e il Vietnam del Nord firmarono un comunicato congiunto in cui garantivano mutuo sostegno per la piena attuazione degli accordi di Parigi.

### Il Premio Nobel per la pace
Nel 1973 il premio Nobel per la pace fu assegnato congiuntamente a Lê Ðức Thọ, che allora era capo della commissione centrale organizzativa del Partito Comunista del Vietnam, e a Henry Kissinger, segretario di Stato degli USA, per i loro sforzi nel negoziare gli accordi di Parigi - il cessate il fuoco ed il ritiro delle truppe statunitensi dal Vietnam. Tuttavia, Lê rifiutò il premio, asserendo che nel suo paese non vi era ancora la pace. Fu la terza persona a rinunciare a un Premio Nobel, dopo i letterati Boris Pasternak (nel 1959) e Jean-Paul Sartre (nel 1964).